# Neolinognathus
Neolinognathus är ett släkte av insekter. Neolinognathus ingår i familjen Neolinognathidae.
Neolinognathus är enda släktet i familjen Neolinognathidae.
Kladogram enligt Catalogue of Life:
| Neolinognathus | \| \| Neolinognathus elephantuli \| \| \| \| \| \| Neolinognathus praelautus \| \| \| \| |
|                | \| \| Neolinognathus elephantuli \| \| \| \| \| \| Neolinognathus praelautus \| \| \| \| |
|                | Neolinognathus elephantuli                                                               |
|                |                                                                                          |
|                | Neolinognathus praelautus                                                                |
|                |                                                                                          |